# Port lotniczy Rzym-Urbe
Port lotniczy Rzym-Urbe (wł. Aeroporto di Roma-Urbe, kod ICAO: LIRU) – lotnisko cywilne w Rzymie, położone w północnej części miasta między Via Salaria a rzeką Tyber.

## Historia
Działalność portu lotniczego została zainaugurowana w 1928 roku przez Benita Mussoliniego. Początkowo lotnisko nosiło nazwę „Lotnisko Littorio”, nazwa została wybrana osobiście przez Mussoliniego. Do wybuchu drugiej wojny światowej lotnisko było głównym portem lotniczym we Włoszech i służyło jako baza włoskich narodowych linii lotniczych Ala Littoria. Na terenie lotniska wybudowany został także tor wyścigów samochodowych Autodromo del Littorio. W 1931 na lotnisku odbył się wyścig lotniczo-samochodowy: Vittorio Suster pilotujący Caproni Ca.100 pokonał Tazia Nuvolariego prowadzącego Alfa Romeo 8C 2300.
Pomimo ciężkich uszkodzeń w wyniku bombardowań w trakcie II wojny światowej, lotnisko zostało reaktywowane w pierwszych latach po wojnie. Mimo tego, po kilku latach większość ruchu pasażerskiego została przeniesiona na lotnisko Ciampino. Od tamtego czasu lotnisko służy jako miejsce działalności aeroklubów, lotów turystycznych oraz taksówek lotniczych. Obecnie port lotniczy jest bazą rzymskiego aeroklubu Aeroclub di Roma. 
18 września 1997 na lotnisku odbył się koncert U2, który obejrzało 70 tysięcy osób.
W 2010 roku, dzięki inwestycji ENAC (włoski urząd lotnictwa cywilnego) o wysokości 800 tysięcy euro, na terenie lotniska wybudowano terminal dla helikopterów.